# Färöfår

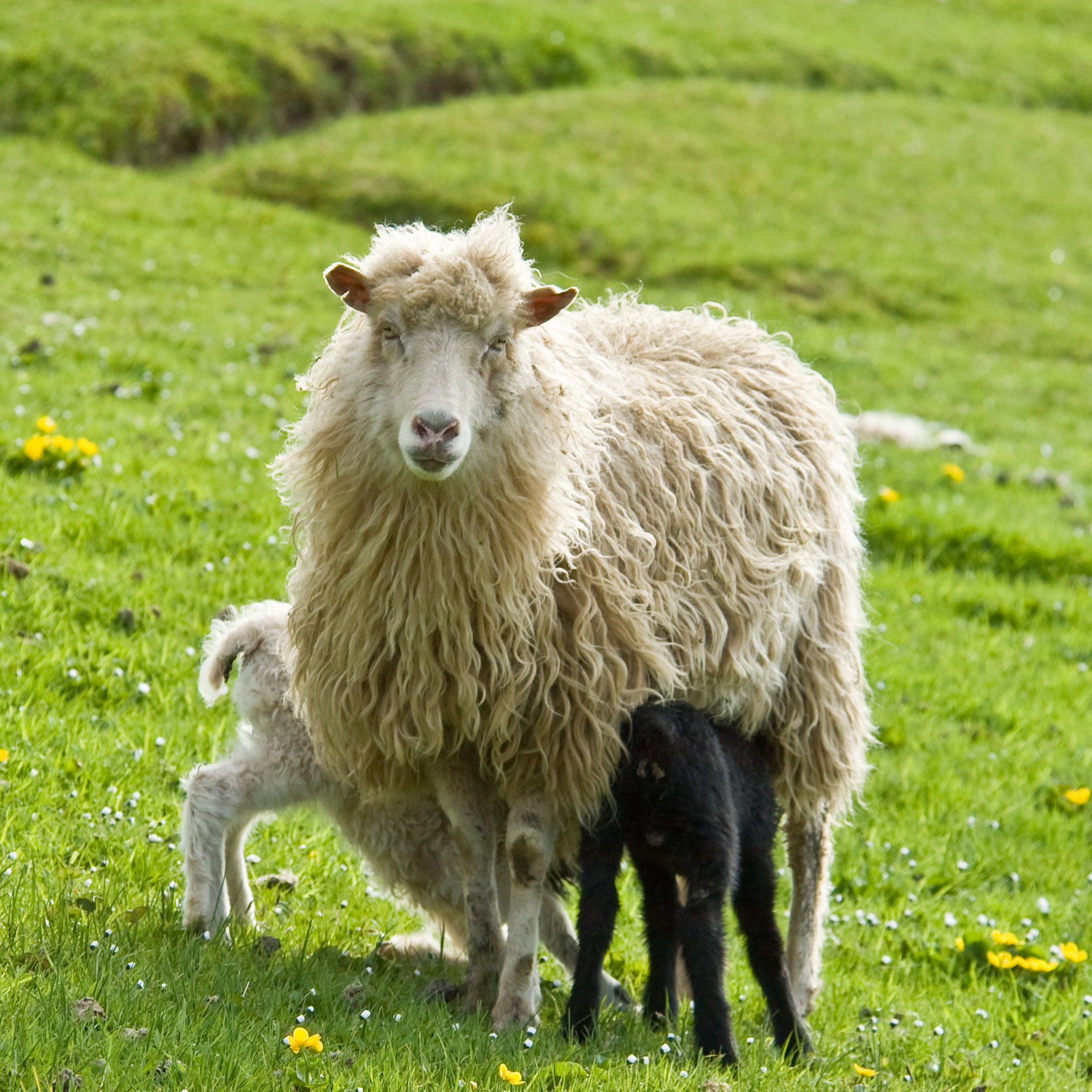
Tacka med lamm i Porkeri på Färöarna.

Färöfår är en ras av tamfår som är inhemska på Färöarna. Den tillhör de nordiska kortsvansfåren och är en liten, väldigt härdig ras. Tackorna väger som fullvuxna runt 20 kg, och baggarna 20-40 kg. Baggarna är behornade och tackorna är oftast utan, och rasen förekommer naturligt i många olika färger. Färöfåren tenderar att ha mycket lite flockinstinkt, och håller sig i små grupper i betesmark. De är närmast besläktade med raserna old norwegian och islandsfår.

## Kulturell påverkan

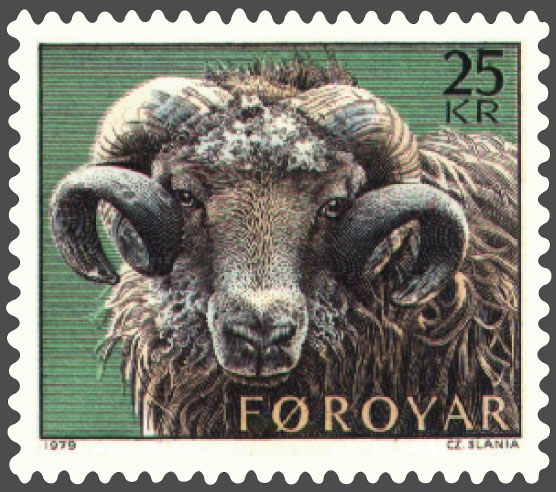
Frimärke på Färöarna 19 mars 1979.

Färöfåren har ända sedan de fördes in till Färöarna på 800-talet varit en integrerad del av öns traditioner. Det färöiska namnet (på öarna) Føroyar tros betyda "fåröar", och djuret är avbildat på Färöarnas vapen. Rätter tillagade av lamm- och fårkött från färöfår, såsom skerpikjøt, är en viktig del av öns traditionella matkultur. Rasen hålls främst för köttproduktion, men ull används för traditionellt stickade plagg som färösjal.